# Apollo 13 (bande originale du film)
Pour les articles homonymes, voir Apollo et Apollo 13 (homonymie).
Albums de James Horner
Casper
(1995) Jade
(1995)
Music From The Motion Picture Apollo 13 est la bande originale du film Apollo 13 de Ron Howard sorti en 1995. Elle a été composée par James Horner.
En 1996, la composition est nommée dans la catégorie Meilleure partition originale pour un film dramatique.
| No  | Titre                                     | Paroles                                                           | Musique      | Interprète(s)      | Durée |
| --- | ----------------------------------------- | ----------------------------------------------------------------- | ------------ | ------------------ | ----- |
| 1.  | Main Title                                |                                                                   | James Horner |                    | 2:28  |
|     | One Small Step                            | Walter Cronkite and Neil Armstrong                                |              |                    | 0:43  |
| 2.  | Night Train                               |                                                                   |              | James Brown        | 3:27  |
| 3.  | Groovin'                                  |                                                                   |              | The Young Rascals  | 2:26  |
| 4.  | Somebody To Love                          |                                                                   |              | Jefferson Airplane | 2:55  |
| 5.  | I Can See For Miles                       |                                                                   |              | The Who            | 4:09  |
| 6.  | Purple Haze                               |                                                                   |              | Jimi Hendrix       | 2:46  |
|     | Launch Control                            |                                                                   |              |                    | 0:32  |
| 7.  | All Systems Go - The Launch               |                                                                   | James Horner |                    | 10:04 |
|     | Welcome To Apollo 13                      | Tom Hanks                                                         |              |                    | 0:26  |
| 8.  | Spirit In The Sky                         |                                                                   |              | Norman Greenbaum   | 3:50  |
|     | House Cleaning Houston, We Have A Problem | Kevin Bacon, Tom Hanks and Gary Sinise Tom Hanks and Brett Cullen |              |                    | 0:54  |
| 9.  | Master Alarm                              |                                                                   | James Horner |                    | 3:36  |
|     | What's Going On?                          | Tom Hanks and Gary Sinise                                         |              |                    | 0:51  |
| 10. | Into The Lem                              |                                                                   | James Horner |                    | 4:18  |
|     | Out Of Time Shut Her Down                 | Tom Hanks, Ed Harris and Kevin Bacon Kevin Bacon and Brett Cullen |              |                    | 0:34  |
| 11. | Darkside Of The Moon                      |                                                                   | James Horner |                    | 4:49  |
|     | Failure Is Not An Option                  | Ed Harris                                                         |              |                    | 0:23  |
| 12. | Honky Tonkin'                             |                                                                   |              | Hank Williams      | 2:42  |
| 13. | Blue Moon                                 |                                                                   |              | The Mavericks      | 4:01  |
|     | Waiting For Disaster A Privilege          | Ed Harris and Gary Sinise Tom Hanks                               |              |                    | 0:30  |
| 14. | Re-Entry & Splashdown                     |                                                                   | James Horner |                    | 8:53  |
| 15. | End Titles                                |                                                                   | James Horner |                    | 6:59  |